# Schizura edmandsi
Schizura edmandsi är en fjärilsart som beskrevs av Alpheus Spring Packard 1864. Schizura edmandsi ingår i släktet Schizura och familjen tandspinnare. Inga underarter finns listade.